# Тамоанчан
Тамоанчан (ацтек. «Страна дождя и тумана») — в мифологии ацтеков — земной рай. Считается ими местом рождения человечества. Родной город Кетцалькоатля. Археологами отождествляется с цивилизацией ольмеков.
Тамоанчан является майяским топонимом и переводится как земля Пернатого Змея, буквально «земля птицы-змеи» («та» — локативный префикс; «Моан» — мифическая птица, владычица тринадцатого неба; «чан» — архаичная форма слова «кан» — «небо или змея»). Иногда смешивается в Тлалоканом, Тонакатекутли и «местностью, где стоит дерево-кормилица».
То, что описание столицы тольтеков Толлана во время правления там Кецалькоатля-Топильцина походит на рассказы о Тлалокане или Тамоанчане породило предположение о переносе сказания о небесном рае в круг мифов о земной жизни Кецалькоатля.